# Vidijenje
Vidijenje (en serbe cyrillique: Видијење) est un village de l'est du Monténégro, dans la municipalité de Podgorica.

## Démographie

### Évolution historique de la population[1]
| 1948 | 1953 | 1961 | 1971 | 1981 | 1991 | 2003 |
| ---- | ---- | ---- | ---- | ---- | ---- | ---- |
| 67   | 83   | 162  | 84   | 41   | 28   | 67   |